# Humán 16-os kromoszóma
A 16-os kromoszóma egy a 24-féle humán kromoszóma közül. Egyike a 22 autoszómának.

## A 16-os kromoszóma jellegzetességei
- Bázispárok száma: 88 827 254
- Gének száma: 957
- Ismert funkciójú gének száma: 839
- Pszeudogének száma: 216
- SNP-k (single nucleotide polymorphism = egyszerű nukleotid polimorfizmus) száma: 281 401

## A 16-os kromoszómához kapcsolódó betegségek
Az OMIM rövidítés az Online Mendelian Inheritance in Man, azaz Mendeli öröklődés emberben adatbázis oldalt jelöli, ahol további információ található az adott betegségről, génről.

| Patológia                                  | Öröklődés | OMIM   | Lokusz      | Gén   | A gén által kódolt fehérje |
| ------------------------------------------ | --------- | ------ | ----------- | ----- | -------------------------- |
| Domináns típusú renális polikystózis       |           |        |             |       |                            |
| Bardet–Biedl-szindróma                     |           |        |             |       |                            |
| Rubinstein–Taybi-szindróma                 |           |        |             |       |                            |
| Charcot–Marie–Tooth-szindróma 1C típus     |           |        | p13.1-p12.3 | LITAF |                            |
| Sclérose tubéreuse de Bourneville          |           | 191900 | p13.3       | TSC2  | Tuberin                    |
| Kombinált malon- és metilmalonsav-acidémia |           | 614245 | q24.3       | ACSF3 |                            |
| Kombinált malon- és metilmalonsav-acidémia |           | 248360 | q23.3       | MLYCD |                            |
|                                            |           |        |             |       |                            |
|                                            |           |        |             |       |                            |
|                                            |           |        |             |       |                            |
|                                            |           |        |             |       |                            |
|                                            |           |        |             |       |                            |
|                                            |           |        |             |       |                            |
|                                            |           |        |             |       |                            |
|                                            |           |        |             |       |                            |
|                                            |           |        |             |       |                            |